# Stenoloba marina
Stenoloba marina är en fjärilsart som beskrevs av Max Wilhelm Karl Draudt 1950. Stenoloba marina ingår i släktet Stenoloba och familjen nattflyn. Inga underarter finns listade i Catalogue of Life.